# Центрин
Центринът познат още като калтрактин е фосфобелтък свързващ калций, срещан е в центрозомата на еукариотите. Центринът се среща и в центриолите.

## Функция
Центринът е необходим при удвояването на центриолите. Може също да играе роля при полимеризацията на микротубулите, като причинява контракции. Основното количество центрин в клетка е извън центрозомата, но неговата фунцкция все още е неизвестна.

## Структура
Центринът принадлежи към семейството белтъци EF-hand. Семейство белтъци, които свързват калций. Самият центрин има четири EF-hands. Молекулната му маса е 20 kDa.